# 馬艦船
馬艦船為一種琉球的傳統木造帆船，在日本本土又被稱為「沖繩型木造帆船」，可歸類為東洋帆船的一種。

## 命名
馬艦船的琉球語沖繩方言讀音為(maaransen)，又寫作「マーラン船」。(maaran)來自中國(福州話)的「錨纜」二字，傳至琉球認為此船航行海中輕快如馬，大艘有屋之船種稱艦，故漢字記為「馬艦」。

## 來由
在琉球王朝時期，琉球為中國之藩屬國，對中國之朝貢、交流以福州為唯一交通口岸，故琉球與福州二地來往頻繁，在明朝有閩人三十六姓移民琉球之史實。二地交流以海上交通為根本，福州福船(福建船)中最具代表性的船型即為「錨纜船」，主要作用是載運牲畜、木材等物資的輸送船，在福琉密切交往之下，此福建船型也傳至琉球。

## 型制
馬艦船為一種風帆動力船，多以杉木製成，其中最重要的部分是船底中軸，稱為「龍骨」，其材質的好壞將直接影響了福船的航行和抗風能力。
此船體型大，船身建有避雨間，更大者曾運載牛馬達百頭以上。
船身置二大風帆，整體顏色以紅黑為主。如同中國古船一樣，船頭繪有眼睛，寓有行船看清方向、不會迷失、觸礁，祈求平安之意。

## 比較
日本有將「馬艦船」與「山原船」並稱，而二者比較，其大者為「馬艦船」，小者稱「山原船」。

## 現況
除重視傳統文化，將馬艦船之造船技術復原後作為文物，亦有將馬艦船作為觀光用途，現時沖繩縣部份地區，提供讓乘客體驗搭乘古船出海欣賞風光。

## 外部連結
「沖縄マーラン船の船型に関する調査研究」 （页面存档备份，存于）